# Kevin Rose
Robert Kevin Rose, né le 21 février 1977 en Californie, aux États-Unis, est connu pour avoir créé le site de social bookmarking Digg et en tant qu'ex-présentateur du programme de télévision de TechTV 'The Screen Savers' (puis de 'Attack of the Show!' sur la chaîne G4) jusqu'à ce qu'il parte en mai 2005. Il étudie l'informatique à l'université du Nevada à Las Vegas mais arrête pour poursuivre dans le boom technologique des années 1990. Il travaille alors au Département de l'Énergie des États-Unis, dans le Nevada Test Site, en tant que superviseur technique. Plus tard, il va à San Francisco, pour travailler sur de multiples entreprises point com à travers le CMGI Inc. (College Marketing Group Information).

## Participation télévisuelle
Après l'éclatement de la bulle Internet, Kevin fut promu comme assistant de production technique pour l'émission The Screen Savers. Il commença par apparaître à l'antenne, plus notablement dans "Dark Trip" (Voyage Sombre) et aussi dans Unscrewed avec Martin Sargent connu en tant que "Dark Tripper" (Voyageur Sombre), où il fournissait des informations sur des activités de calcul peu connues pour les téléspectateurs. Il a parfois participé à l'émission en tant que chroniqueur puis qu'animateur à la suite du départ de Leo Laporte.
Le 25 mars 2004, G4 annonce une fusion avec TechTV pour créer une nouvelle entité appelée G4techTV. Rose fut, avec Adam Sessler, Morgan Webb, Sarah Lane, Chi-Lan Lieu, et Brendan Moran, l'un des rares à rester à la suite de cette fusion.
Le 22 mai 2005, Rose annonce sur son blog qu'il met fin au contrat qui le liait avec G4. Il quitte la chaine pour créer Revision3 Corporation et se donne à plein temps pour réaliser des podcasts et videoblogs. Le 27 mai marque le dernier jour de travail à G4 et une ultime apparition sur Attack of The Show.
Le 4 février 2007, Rose apparaît au Super Bowl pour promouvoir la société Go Daddy Inc.

## Internet
Kevin Rose est aujourd'hui une célébrité d'Internet.
Le 1er novembre 2004, il créa Digg, un site internet d'actualités combinant le social bookmarking, les blogs, la syndication RSS et un contenu éditorial non hiérarchique. Digg se classe un temps dans le top 100 des sites internet les plus visités et se maintient en 2014 dans le top 500 selon alexa.com.
En octobre 2005, Digg.com reçu 2,8 millions de Dollars d'un capital-investissement de plusieurs investisseurs majeurs, tels Omidyar Network, du fondateur d'eBay, Pierre Omidyar, le cofondateur de Netscape, Marc Andreessen, et des partenaires de Greylock. Kevin annonça par la suite qu'il commençait un second site. Le 9 mai 2007, le blogger Om Malik prétendait qu'il possédait des informations de sources proches de Kevin, à propos de son second projet, basé sur un espace de discussions instantanées. Le 28 juin 2007, fut lancé le site Pownce.
Le 14 mars 2012, le groupe internet Google a annoncé qu'il avait embauché Kevin Rose qui va le rejoindre avec son équipe de la société Milk.
Le 15 décembre 2013, Rose publie sur Youtube une vidéo intitulée "Tiny Blog Prototype", qui présente son nouveau projet d'interface de blog, imaginé comme "une fenêtre ouverte sur le monde de quelqu'un". L'auteur du blog y serait montré en fond d'écran et en temps réel, en sus de la lecture du contenu du blog. Plusieurs messages consécutifs sur le compte Twitter de Kevin Rose, invitent alors à lui adresser des retours sur ce projet.

## Podcasting
Le 24 juillet 2003 Kevin Rose mis un pied dans l'univers du podcasting, avec la sortie du premier épisode de thebroken. Cette émission, également animée par Dan Huard est basée sur des activités intellectuelles comme le cassage de mots de passe ou portant sur l'ingénierie sociale. Actuellement, il existe quatre épisodes complets disponibles sur le site Revision3, le plus récent datant du 27 septembre 2006, un jour après le second lancement de Revision3 et environ deux ans après le précédent épisode.
Le second videocast de Kevin, appelé Systm fut présenté en même temps que son départ de G4. Coanimé par Huard, l'émission ressemble étroitement à de précédents sujets technologiques de The Screen Savers mais laisse tout le temps dont Kevin a besoin pour expliquer comment fonctionnent ces projets complexes. Dans le premier épisode, Rose montre comment construire une WarViewing Box. Kevin et Dan cherchaient à accéder à des webcam et les contrôler pour montrer les dangers de laisser des caméras non cryptées.
Depuis le 1er juillet 2005, lui et les coprésentateurs de The Screen Savers, Alex Albrecht, annoncent un podcast hebdomadaire, Diggnation, résumant les 'top stories' (meilleurs articles) parus sur Digg. À travers son émission, il devient aussi un adorateur de bière connu, en présentant et décrivant tous les deux la bière qu'ils sont en train de boire. Lors de l'épisode Reno, Alex se sentit malade par sa bière, à tel point qu'il recracha tout à la fin. Kevin, bien que moins enivré, était encore sensiblement affecté.
Rose apparaît régulièrement dans le podcast hebdomadaire This Week In Tech.

### BusinessWeek

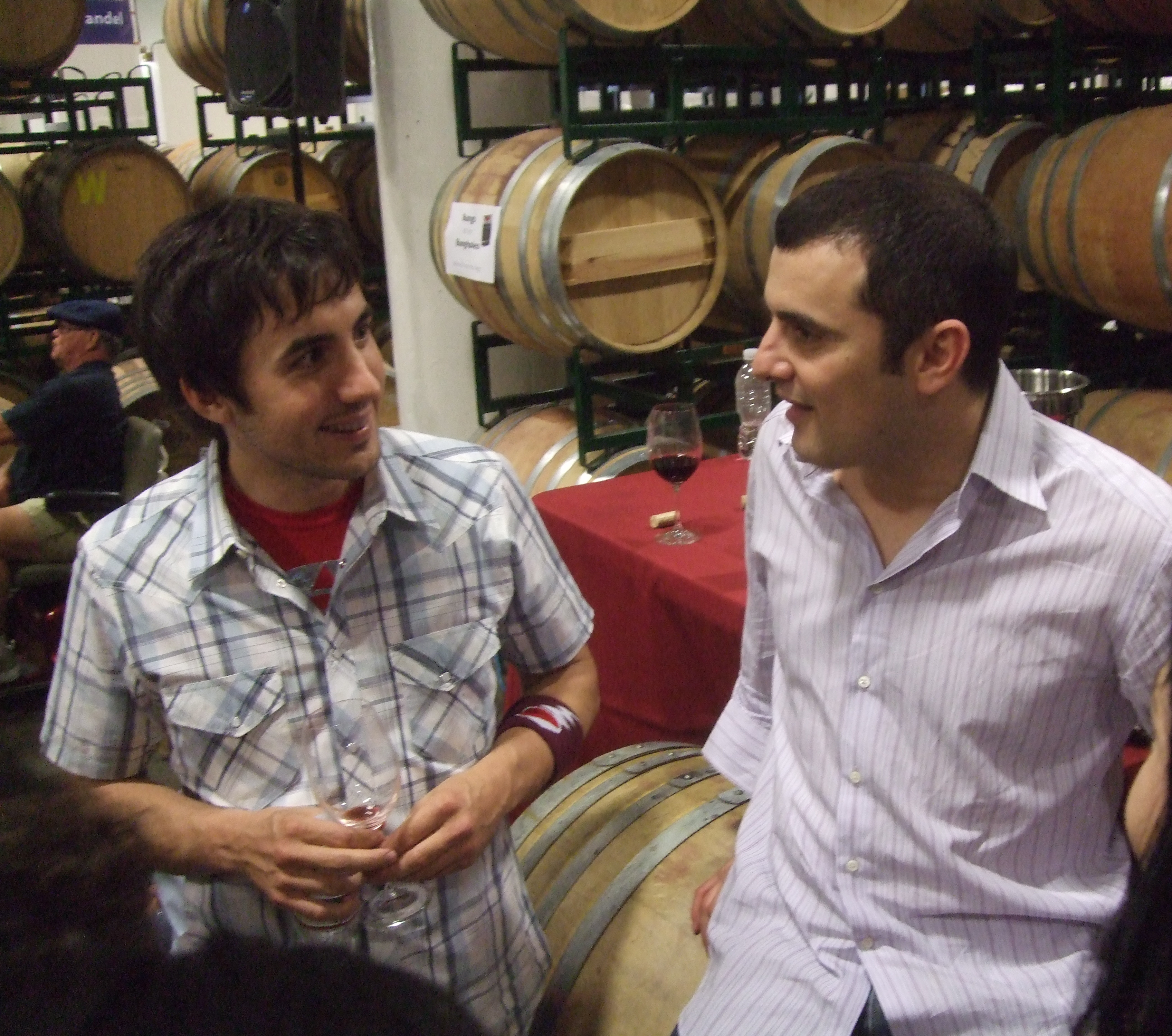
Kevin Rose et Gary Vaynerchuk chez Crushpad

Rose a fait la une du magazine Business Week le 14 août 2006. Le sous-titre était « Comment ce gamin s'est fait 60 millions $ en 18 mois » ("How This Kid Made $60 Million In 18 Months"). L'histoire retraçait son succès en tant que jeune entrepreneur et expliquait les risques pris lorsqu'il a rendu réalité le site Digg.com. Il dit aussi que sa petite amie l'a quitté pendant le lancement et que l'argent de son crédit immobilier a finalement été utilisé pour réaliser son idée.
Dans le numéro du 7 août 2006 du magazine This WEEK in TECH, Rose déclara qu'il n'était pas sûr que son image serait sur la couverture finale et il demanda qu'ils n'utilisent pas une autre pose. John C. Dvorak déclara que la couverture et l'article étaient insultant en raison de la manière non professionnelle dont Kevin fut représenté. Dvorak nota aussi que BusinessWeek caractérisait Kevin comme "petite frère de blé de Tom Cruise" et comparait Diggnation comme Wayne's World. Kevin expliqua que Digg n'a pas toujours été rentable, bien que Rose ait déclaré qu'il le sera dans l'avenir, une fois la campagne publicitaire de Digg démarrée. En fait, Digg fait de la "vente en perte" (bien qu'il ne vende aucun produit) jusqu'en 2006. Le chiffre de 60 millions de $ annoncé par BusinessWeek fut obtenu en évaluant la valeur de Digg et prenant une part de 30 à 40 % pour Kevin.
Kevin Pereira, animateur de l'émission Attack of the Show sur G4, félicita Rose pour sa Une de BusinessWeek.